# Slaný
Slaný (vroeger: Slané - Duits: Salzberg, Salzberg in Böhmen of Schlan) is een Tsjechische stad in de regio Midden-Bohemen en maakt deel uit van het district Kladno.
Slaný telt 16.557 inwoners (2023).

## Geboren
- Jan Vonka (1963), autocoureur en teameigenaar
- Karel Štefl (1982), kunstschaatser

- Bibliothèque nationale de France: cb155402301 (data)
- Gemeinsame Normdatei: 4446133-1
- International Standard Name Identifier: 0000 0004 0454 5868
- Library of Congress Control Number: n80126747
- Nationale Bibliotheek van Tsjechië: ge130834
- Nationale Bibliotheek van Israël: 987007559776405171
- Virtual International Authority File: 143068802

Běleč ·
Běloky ·
Beřovice ·
Bílichov ·
Blevice ·
Brandýsek ·
Braškov ·
Bratronice ·
Buštěhrad ·
Cvrčovice ·
Černuc ·
Chržín ·
Doksy ·
Dolany ·
Drnek ·
Družec ·
Dřetovice ·
Dřínov ·
Hobšovice ·
Horní Bezděkov ·
Hořešovice ·
Hořešovičky ·
Hospozín ·
Hostouň ·
Hradečno ·
Hrdlív ·
Hřebeč ·
Jarpice ·
Jedomělice ·
Jemníky ·
Kačice ·
Kamenné Žehrovice ·
Kamenný Most ·
Kladno ·
Klobuky ·
Kmetiněves ·
Knovíz ·
Koleč ·
Královice ·
Kutrovice ·
Kvílice ·
Kyšice ·
Lány ·
Ledce ·
Lhota ·
Libochovičky ·
Libovice ·
Libušín ·
Lidice ·
Líský ·
Loucká ·
Makotřasy ·
Malé Kyšice ·
Malé Přítočno ·
Malíkovice ·
Neprobylice ·
Neuměřice ·
Otvovice ·
Páleč ·
Pavlov ·
Pchery ·
Pletený Újezd ·
Plchov ·
Podlešín ·
Poštovice ·
Pozdeň ·
Přelíc ·
Řisuty ·
Sazená ·
Slaný ·
Slatina ·
Smečno ·
Stehelčeves ·
Stochov ·
Stradonice ·
Studeněves ·
Svárov ·
Svinařov ·
Šlapanice ·
Třebichovice ·
Třebíz ·
Třebusice ·
Tuchlovice ·
Tuřany ·
Uhy ·
Unhošť ·
Velká Dobrá ·
Velké Přítočno ·
Velvary ·
Vinařice ·
Vraný ·
Vrbičany ·
Zájezd ·
Zákolany ·
Zichovec ·
Zlonice ·
Zvoleněves ·
Želenice ·
Žilina ·
Žižice